# GP32
La GP32 (Game Park 32) es una consola de videojuegos portátil de 32 bits, producida por la compañía surcoreana Game Park, que salió a la venta a finales de 2001. Tiene como principal característica, al igual que la Tapwave Zodiac, que es una consola orientada al software libre, siendo la primera de este tipo. Debido a esto, posee un limitado catálogo de juegos comerciales, cercano a la veintena, pero tiene una extensa lista de aplicaciones: desde reproductores de DivX y MP3 a emuladores, incluyendo juegos caseros y otro tipo de aplicaciones más exóticas, como una versión reducida de Linux.

## Hardware
- CPU ARM9 a 33MHz-133MHz. Algunos modelos pueden funcionar incluso a 200MHz realizando overclocking.
- 8 MB de SDRAM.
- 512 KB de ROM.
- Pantalla TFT 3,5 pulgadas, resolución de hasta 320x240. Soporta modos de color de 8 bpp y 16 bpp.
- Ranura para memorias SmartMedia, hasta 128 MB.
- Sonido estéreo de 16 bits con mezclador de 4 canales y soporte de MIDI, con dos altavoces integrados y una salida de cascos.
- Conexión USB.
- Conexión serie.
- Conexión inalámbrica por radiofrecuencia a 2.4 GHz con el módulo RF.
- Alimentación por 2 baterías AA. Entre 5 y 12 horas de duración dependiendo del uso, la iluminación...
- Joystick de 8 direcciones, 2 botones de acción, 2 botones de gatillo, botón de start y botón de select.

## Modelos
Desde su lanzamiento en Corea del Sur se han realizado un total de 4 modelos, con diferencias concernientes a la pantalla y la iluminación:
- GP32: Modelo inicial, sin ningún tipo de iluminación.
- GP32 FLU: Primera variación de la consola inicial. Se le añade un interruptor en la parte posterior que enciende una serie de LEDs que iluminan la pantalla de forma frontal.
- GP32 BLU: Creada con motivo del lanzamiento en Europa, pero también de venta en Corea. La pantalla de los dos modelos anteriores es sustituida por otra con retroiluminación, lo cual proporciona mucha más luminosidad y claridad. La luz se enciende y apaga manteniendo pulsado el botón select. También fue modificada la circuitería interna y los módulos de RAM en este modelo.
- GP32 BLU+: Este modelo incluye una pantalla retroiluminada de un fabricante taiwanés, al contrario que el resto de pantallas, que eran fabricadas por Samsung. Por diferencias en el refresco de pantalla, los juegos y aplicaciones programados con el SDK oficial no tenían problemas, pero algunas otras aplicaciones se mostraban con problemas (rayas e interferencias). A 29/7/2005, un programador conocido como the_Diabologic ideó un método universal para parchear aplicaciones y que funcionaran sin problemas en las BLU+.

## Usos y aplicaciones
Por un lado, la programación de pequeños proyectos homebrew es uno de los usos que los usuarios más disfrutan. Hay juegos hechos desde cero para la consola, conversiones de juegos de otros sistemas, ports de engines como ScummVM para las aventuras gráficas de Lucasarts, Doom y Quake de Id Software, KOF91 como sistema para crear juegos de lucha, Beats of Rage para crear de una forma relativamente fácil juegos "beat'em up"...
Otra de las aplicaciones que más éxito ha tenido es la habilidad de emular otros sistemas. Emula casi a la perfección la mayoría de sistemas de 8 bits: NES, Spectrum, Sega Master System y Sega Game Gear, Game Boy... En cuanto a sistemas de 16 bits, emula muy bien la Turbografx, PC Engine y Sega Mega Drive. De forma regular emula Super Nintendo y de forma experimental PlayStation. También ha tenido mucho éxito el port del multiemulador MAME, creado por un programador español. En total existen 61 emuladores diferentes para esta consola.
Otro uso también aprovechado por todos los usuarios es el de sus aplicaciones multimedia. Existen reproductores de MP3, Ogg, DivX y Xvid; módulos musicales, visores de imágenes, lectores de EBooks, diccionarios, callejeros...
Merece mención aparte la conversión del sistema abierto de programación Fénix, basado en las librerías gráficas SDL, que ha trasladado la experiencia del desarrollo de software libre a usuarios no tan expertos.
Por último, usuarios más avanzados con amplios conocimientos de electrónica y programación desarrollan aplicaciones para un público más minoritario: desde sistemas GPS hasta mini-teclados, pasando por osciloscopios, interfaces MIDI, sintetizadores... e incluso un pequeño port de Linux.

## El futuro de la GP32
Debido al relativo éxito de la GP32 en su lanzamiento por Europa, Game Park se unió a otras empresas y cambió su nombre por Game Park Holdings. El problema que se planteó cuando se empezó a crear un sistema nuevo que sucediera a la GP32 fue el de superar las diferencias entre el grupo Game Park Holdings, representado por el señor Hong, y la división Game Park, a cuya cabeza estaba Woo Suk Lee. Aquella quería seguir con la filosofía abierta de la GP32, mientras que ésta quería dar el salto al mercado comercial manteniendo el desarrollo abierto mediante SDK. Las dos empresas se separaron y cada una comenzó un proyecto propio: Game Park con sus XGP, XGP Mini y GP Kids y Game Park Holdings con GP2X.